# 乔尔·帕克
乔尔·帕克（Joel Parker，1816年11月24日—1888年1月2日），美国政治家，民主党人，曾任新泽西州州长（1863年-1866年、1872年-1875年）。